# هوتون، همپشر
هوتون (به انگلیسی: Houghton) یک روستا و محله مدنی در بریتانیا است که در Test Valley واقع شده‌است. هوتون ۴۷۴ نفر جمعیت دارد.